# Martin Farquhar Tupper
Martin Farquhar Tupper, född 17 juli 1810, död i november 1880, engelsk författare, hindrades av sin stamning från att bli präst och ägnade sig åt författarskap och skrev ett fyrtiotal böcker, av vilken Proverbial philosophy (1838-1876, "Levnadsfilosofi i ordspråk", 1868), blev en stor framgång. Tuppers självbiografi utkom 1886.